# Nicholas Cugnot

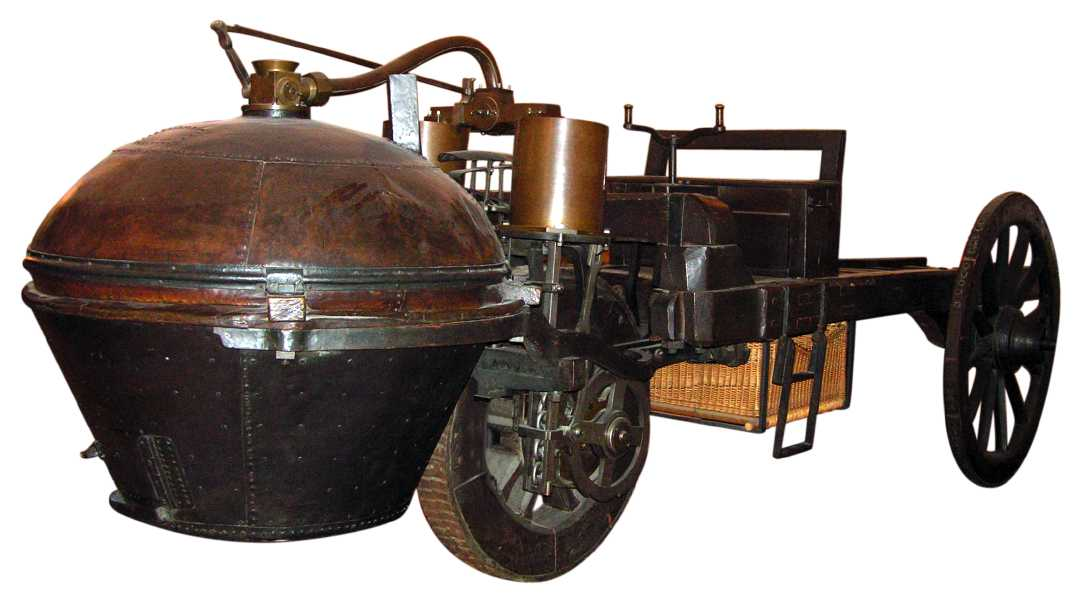
Cugnot-Dampfwagen

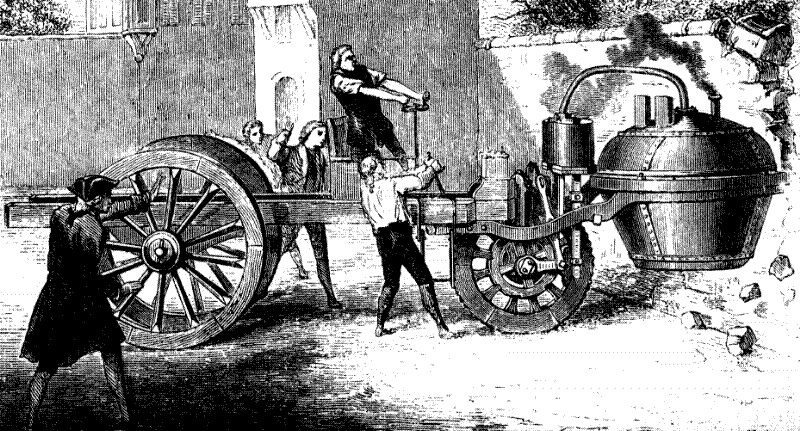
Dampfwagen von Nicholas Cugnot beim berühmten Zusammenstoß mit der Kasernenmauer

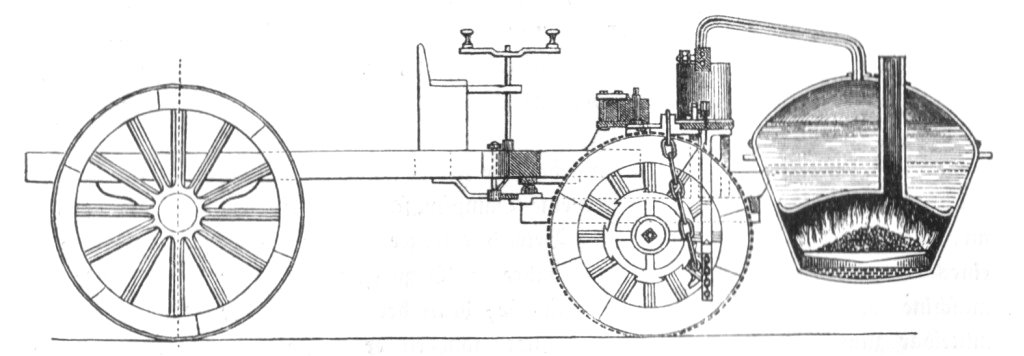
Dampfwagen von Nicholas Cugnot im Schnitt

Nicholas Joseph (oder Nicolas, Nicolas-Joseph) Cugnot (* 25. September 1725 in Void, Lothringen; † 2. Oktober 1804 in Paris) war ein französischer Artillerieoffizier und Erfinder.

## Bau eines Dampfwagens
Cugnot wurde vom Kriegsministerium beauftragt, ein Transportmittel für die Artillerie zu entwickeln. Der daraufhin von Cugnot entwickelte Dampfwagen wurde 1769 in Paris vorgestellt. Das Fahrzeug hatte zwei Zylinder, deren Kolbenstangen das Vorderrad über eine Art Freilaufgetriebe drehten. Das Fahrzeug war 725 cm lang, 230 cm breit, 210 cm hoch und wog 4000 kg. Der Wagen erreichte verschiedenen Angaben zufolge eine Geschwindigkeit zwischen 3 und 4,5 km/h. Er war jedoch wegen des hohen Gewichtes des vor der Vorderachse hängenden Dampfkessels nur schwer zu lenken und eine seiner ersten Vorführfahrten endete in einer Kasernenmauer.
Trotz der Unvollkommenheit von Antrieb und Steuerung ist er mit der Dampfmaschine als Antrieb das erste bezeugte Automobil (selbstbewegter Wagen), der erste Wagen also, der weder von Menschen, noch von Tieren noch vom Wind als äußerer Kraft bewegt wurde. Vorher gab es nur Windwagen, die aber während der Fahrt von einer äußeren Kraft abhingen oder ganz vereinzelt Fahrzeuge, die von aufgesessenen Menschen mit Kurbeln oder Laufrädern (Belagerungsmaschinen, siehe etwa Helepolis) bewegt wurden. Gegen 1670 hatte der Niederländer Ferdinand Verbiest in der frühen Qing-Dynastie des chinesischen Kaiserreichs, eine kleine Dampfmaschine erfunden, die möglicherweise bereits selbst fahren konnte.
Cugnots Dampfwagen kann auch als Vorläufer der Eisenbahn-Lokomotive gelten. Die noch sehr unausgereifte Dampfmaschine und die damit verbundene geringe Leistungskraft bei hohem Gewicht ließen das Interesse an Cugnots Wagen jedoch wieder verlöschen.
Trotzdem war die Entwicklung so beeindruckend, dass König Ludwig XV. Cugnot eine Pension von 600 Livres im Jahr für seine Entwicklungsarbeit aussetzte. Der Fardier (frz. für Karre) wurde zunächst im Arsenal aufbewahrt, dann aber 1800 ins Conservatoire National des Arts et Métiers verbracht, wo er heute zu besichtigen ist. Ein Modell im Maßstab 1:1 befindet sich im Verkehrsmuseum Nürnberg.

## Späteres Leben
Die französische Revolution führte 1789 zum Erlöschen der Pension, und der Erfinder ging nach Brüssel ins Exil, wo er in Armut lebte. Kurz vor seinem Tod lud ihn Napoleon Bonaparte zur Rückkehr ein, ein Ruf, dem Nicolas-Joseph Cugnot nach Paris folgte, wo er am 2. Oktober 1804 starb.
Erst einige Jahrzehnte später mit erheblich verbesserten Dampfmaschinen begann vor allem in England und in Frankreich mit Dampfwagen das Zeitalter des Automobils.
Ihm zu Ehren erhielt in der Antarktis ein Gletscher den Namen Cugnot-Piedmont-Gletscher.

## Werke
- Éléments de l’art militaire ancien et moderne, 1766
- La Fortification de campagne théorique et pratique, 1769 (traduit en allemand en 1773).
- Théorie de la fortification, suivie de la description d’un nouvel instrument topographique, 1778[5]